# 丘帕 (馬卡拉卡斯區)
丘帕（西班牙語：Chupá），是巴拿馬的城鎮，位於該國中南部，由洛斯桑托斯省的馬卡拉卡斯區負責管轄，面積17.9平方公里，2010年人口520，人口密度每平方公里29.1人。